# Brachidattilia
La brachidattilia o brachidactilia è una malformazione congenita caratterizzata da un'eccessiva brevità delle dita. Può interessare un solo dito o, più spesso, tutte le dita della mano; in relazione a un minor sviluppo in lunghezza dei diversi segmenti scheletrici a volte si associa ad altre anomalie malformative, quali la fusione congenita di due o più dita o sindattilia.
Si osserva frequentemente in pazienti con sindrome di Down.

## Classificazione
| Tipo   | OMIM     | Gene        | Locus                 | Descrizione |
| A1     | BDA1     | IHH BDA1B   | 5p13.3-p13.2 2q33-q35 | Anche chiamata brachidattilia di Farabee, è una malattia autosomica dominante caratterizzata inoltre da falangi brevi o assenti, ossa carpali sovrannumerarie, ulna ipoplasica o assente, ossa metacarpali brevi. |
| A2     | BDA2     | BMPR1B GDF5 |                       | Anche chiamata brachidattilia di Mohr-Wriedt, si tratta di una forma rara caratterizzata dall'eccessiva brevità della falange intermedia del dito indice.                                                         |
| A3     | BDA3     |             |                       | Caratterizzata dall'eccessiva brevità della falange intermedia del mignolo, è chiamata anche brachidattilia-clinodattilia.                                                                                        |
| A4     | BDA4     |             |                       | Anche chiamata brachidattilia di Temtamy, è caratterizzata dall'eccessiva brevità delle falangi intermedie di indice e mignolo.                                                                                   |
| A5     | BDA5     |             |                       | Questa forma è associata a displasia delle unghie. |
| A6     | BDA1     |             |                       | Anche chiamata sindrome di Osebold-Remondini. |
| A7     |          |             |                       | Entità relativamente recente e chiamata anche brachidattilia di Smorgasbord. |
| B      | BDB      | ROR2        | 9q22                  | |
| C      | BDC      | GDF5        | 20q11.2               | Anche chiamata brachidattilia di Haws. |
| D      | BDD      | HOXD13      | 2q31-q32              | |
| E      | BDE      | HOXD13      | 2q31-q32              | |
| B ed E | BDB+BDE  | ROR2 HOXD13 | 9q22 2q31-q32         | Determinata dalla combinazione del tipo B e del tipo E; chiamata anche brachidattilia di Pitt-Williams o sindrome di Ballard.                                                                                     |
| A1B    | BDA1+BDB |             | 5p13.3-p13.2          | |

## Trattamento
La brachidattilia non necessita di trattamenti specifici. Nel caso di severi danni estetici può essere effettuato un intervento chirurgico di osteotomia obliqua della diafisi.